# Hugejiletu
Hugejiletu (kinesiska: 呼格吉勒图, 呼格吉勒图苏木) är en socken i Kina. Den ligger i den autonoma regionen Inre Mongoliet, i den norra delen av landet, omkring 300 kilometer nordost om regionhuvudstaden Hohhot.
Genomsnittlig årsnederbörd är 397 millimeter. Den regnigaste månaden är juli, med i genomsnitt 97 mm nederbörd, och den torraste är januari, med 2 mm nederbörd.